# Agrilus anxius
Agrilus anxius (kopparpraktbagge) är en skalbaggsart som beskrevs av Hippolyte Louis Gory 1841. Agrilus anxius ingår i släktet Agrilus och familjen praktbaggar. Inga underarter finns listade i Catalogue of Life.
Artens ursprungliga utbredningsområde är Nordamerika. Den är en skadeinsekt som angriper björkar. Den långsmala skalbaggen når en längd av 12 mm. Den har en glänsande färg som liknar koppar eller brons. Arten kan förväxlas med grön smalpraktbagge som förekommer i västra Eurasien och norra Afrika. Denna art är en karantänsskadegörare som har potential att orsaka omfattande skadegörelse och alla misstänkta fynd av den ska därför rapporteras till Jordbruksverket. 

## Bildgalleri

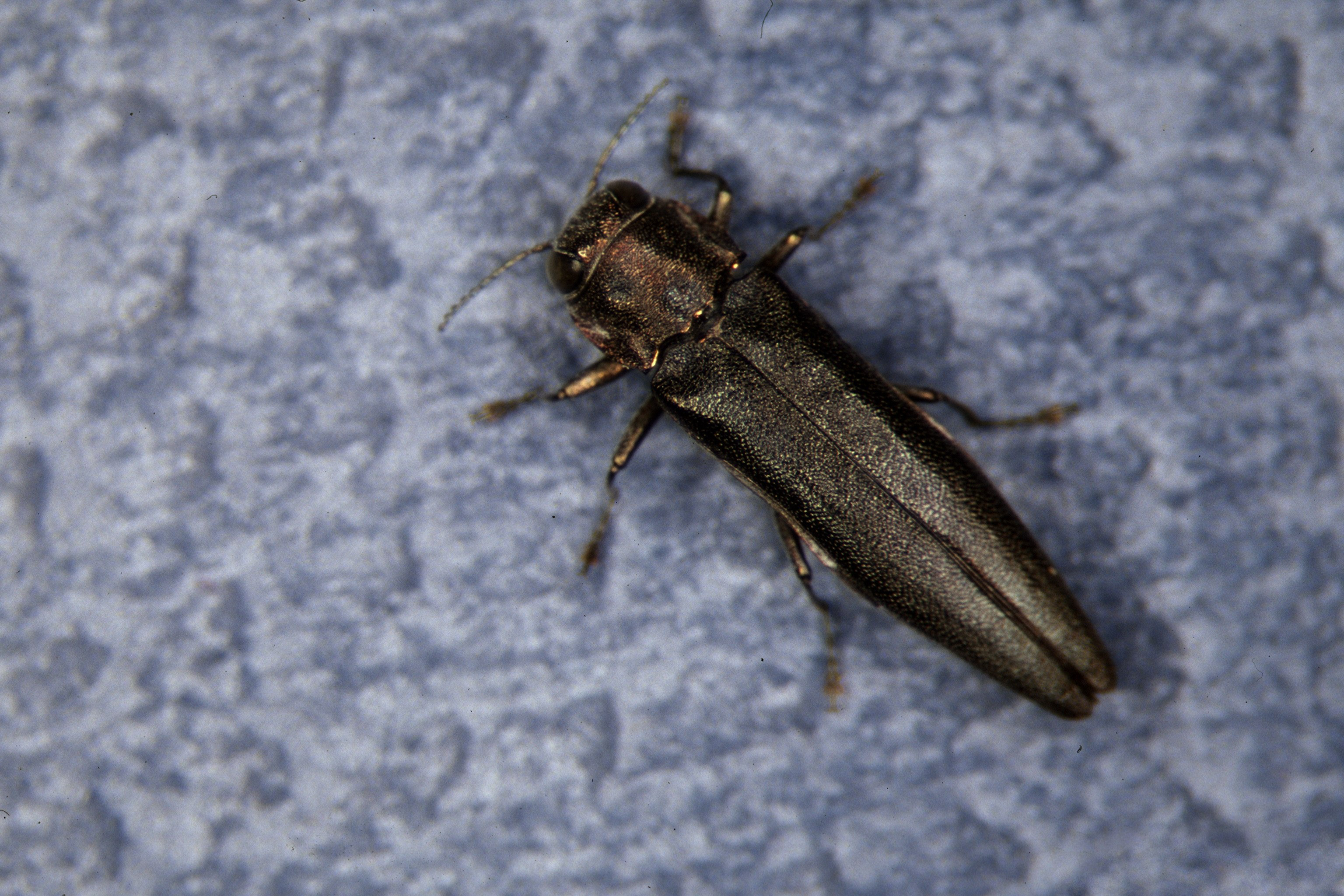
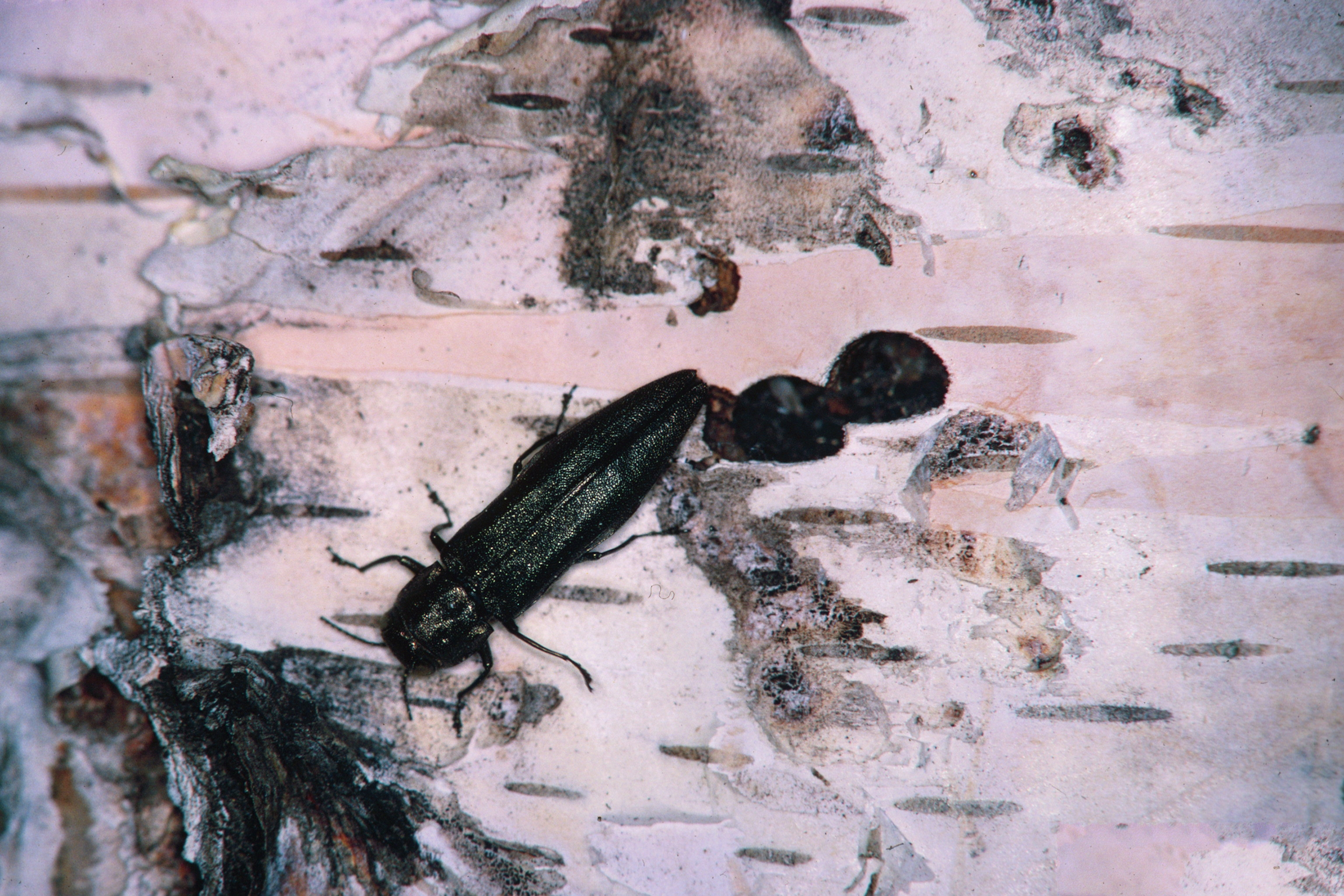
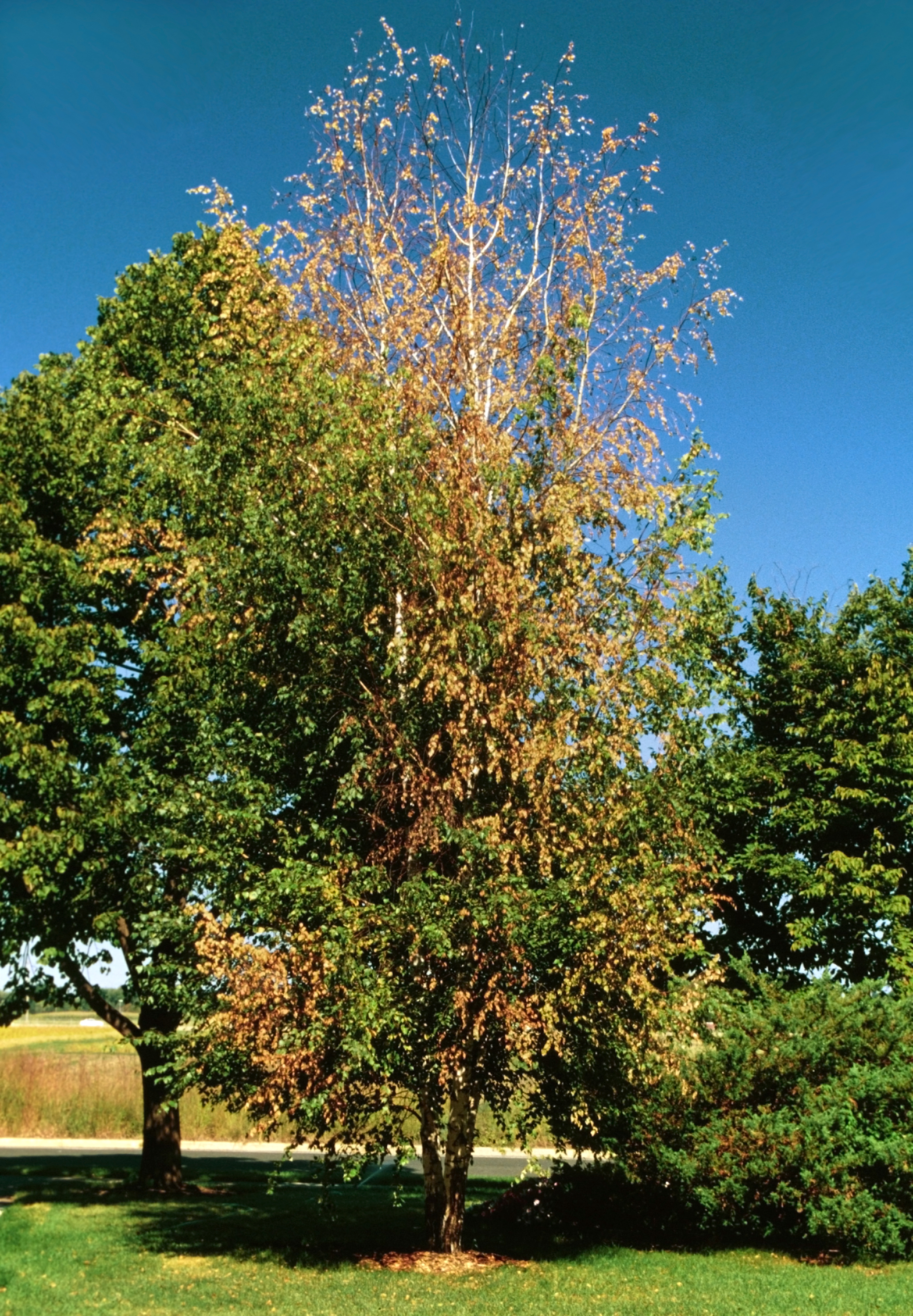
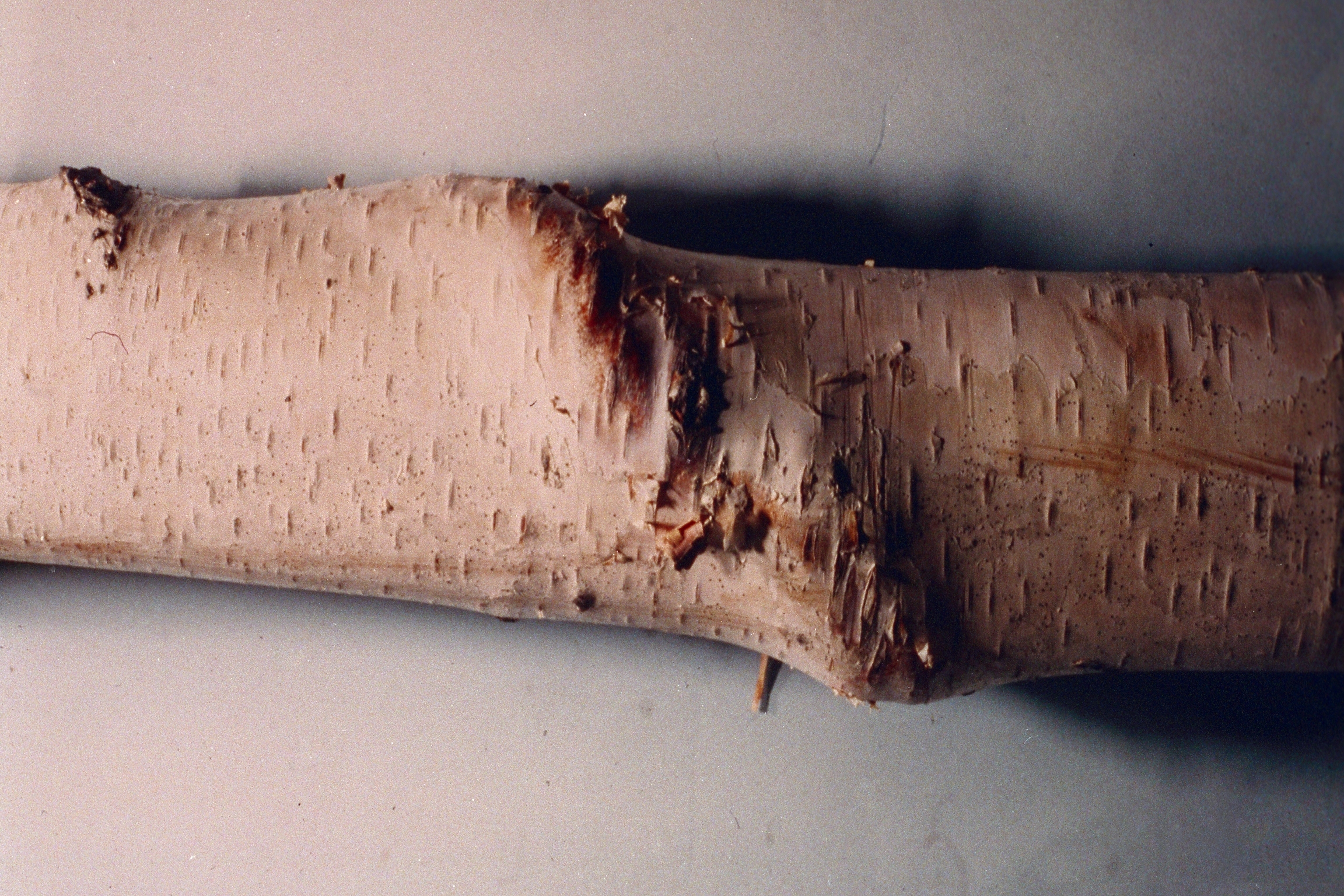
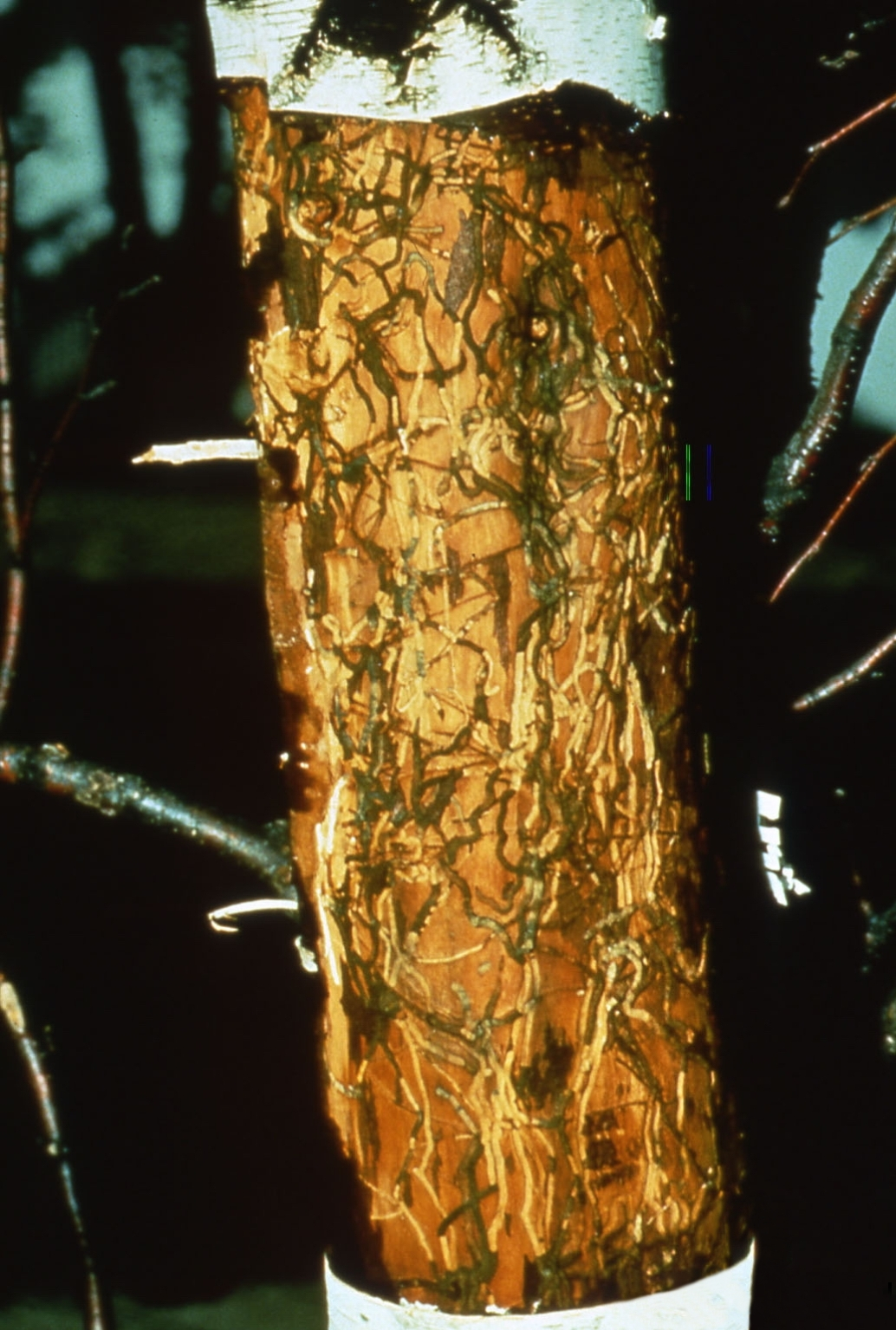
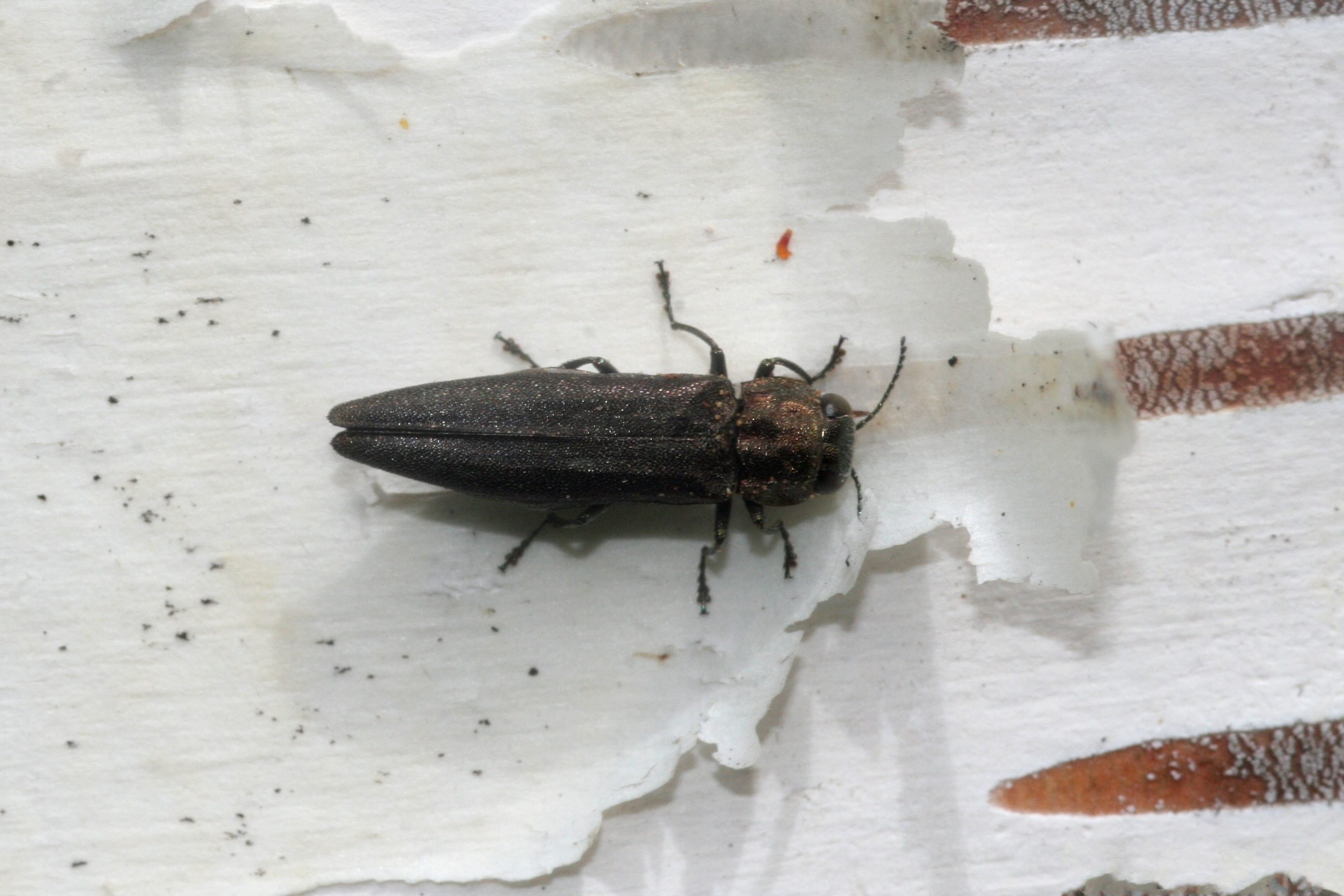